# Ulla Henningsen
Ulla Henningsen (Kalundborg, 7 marzo 1951) è un'attrice e cantante danese.

## Biografia
Dopo essersi diplomata alla scuola di recitazione di Aarhus nel 1973, ha iniziato la sua carriera a teatro, passando poi al grande e al piccolo schermo alla fine del decennio, pur continuando a recitare in musical. Parallelamente alla sua carriera di attrice, negli anni novanta ha avviato quella di cantante pubblicando tre album nel corso del decennio. Il suo primo ingresso nella classifica danese è arrivato nel 2007 con il quarto album Skønne spildte dage, che ha esordito alla 20ª posizione.

## Filmografia

### Cinema
- Vinterborn, regia di Astrid Henning-Jensen (1978)
- Rend mig i traditionerne, regia di Edward Fleming (1979)
- Undskyld vi er her, regia di Hans Kristensen (1980)
- Har du set Alice?, regia di Brita Wielopolska (1981)
- Jeg elsker dig, regia di Li Vilstrup (1987)
- Hip hip hurra!, regia di Kjell Grede (1987)
- Negerkys og labre larver, regia di Li Vilstrup (1987)
- Skyggen af Emma, regia di Søren Kragh-Jacobsen (1988)
- 17 op, regia di Brita Wielopolska (1988)
- Carmen & Babyface, regia di Jon Bang Carlsen (1995)
- Riunione di famiglia (En mand kommer hjem), regia di Thomas Vinterberg (2007)
- Daisy Diamond, regia di Simon Staho (2007)
- Karlas kabale, regia di Charlotte Sachs Bostrup (2007)
- De frivillige, regia di Frederikke Aspöck (2019)

### Televisione
- Søndage med Karl og Gudrun – serie TV (1974)
- Ikk' – serie TV (1978)
- Matador – serie TV (1979–81)
- Mikkels motiver – film TV, regia di Franz Ernst (1985)
- Mor er major – serie TV (1985)
- Alle elsker Debbie – serie TV (1988)
- Dr. Dip – serie TV (1990)
- Kald mig Liva – serie TV (1992)
- Bulldozer – cortometraggio, regia di Maria Sødahl (1993)
- Rejseholdet – serie TV (1993)
- Snooze – cortometraggio, regia di Behrouz Bigdeli (2008)
- Pagten – serie TV (2009)
- Nexus – cortometraggio, regia di Anders Helde (2012)
- Pinds Café – cortometraggio, regia di Johannes Guttorm Thomsen (2012)
- Den perfekte middag – cortometraggio, regia di Lars Kristian Mikkelsen (2013)
- September – cortometraggio, regia di Lisa Jespersen (2018)
- Open Spaces – cortometraggio, regia di Thomas Elley (2018)
- Sygeplejeskolen – serie TV (2019)

## Discografia

### Album in studio
- 1992 – Kald mig Liva
- 1996 – The Man I Love
- 1999 – Overgivelse
- 2007 – Skønne spildte dage